# Ronde van Spanje 2009/Eerste etappe
De eerste etappe van de Ronde van Spanje 2009 werd verreden op 29 augustus 2009 in een Individuele tijdrit op het TT-Circuit in de Drentse hoofdplaats Assen (Nederland). Het was de eerste keer dat de Ronde van Spanje in Assen kwam. De eerste etappe van de ronde was 4,8 kilometer lang en geheel vlak.

## Afbeeldingen

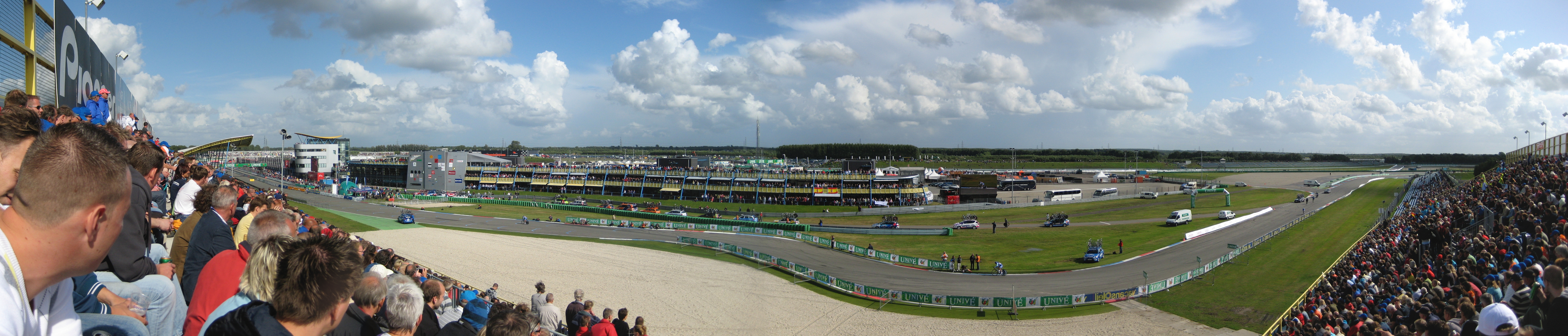
Beeld van de proloog op 29 augustus op het TT-Circuit Assen

## Uitslagen
| Uitslag etappe | Uitslag etappe       | Uitslag etappe            | Uitslag etappe |
| rang           | renner               | land                      | tijd           |
| -------------- | -------------------- | ------------------------- | -------------- |
| 1              | Fabian Cancellara    | Vlag van Zwitserland      | 5' 20"         |
| 2              | Tom Boonen           | Vlag van België           | + 09"          |
| 3              | Tyler Farrar         | Vlag van Verenigde Staten | + 12"          |
| 4              | Jens Mouris          | Vlag van Nederland        | + 14"          |
| 5              | Daniele Bennati      | Vlag van Italië           | + 16"          |
| 6              | Roman Kreuziger      | Vlag van Tsjechië         | + 17"          |
| 7              | Aleksandr Vinokoerov | Vlag van Kazachstan       | + 18"          |
| 8              | Ivan Basso           | Vlag van Italië           | z.t.           |
| 9              | Alejandro Valverde   | Vlag van Spanje           | z.t.           |
| 10             | Maciej Bodnar        | Vlag van Polen            | + 19"          |

| Algemeen klassement | Algemeen klassement  | Algemeen klassement       | Algemeen klassement | Algemeen klassement |
| rang                | renner               | land                      | ploeg               | tijd                |
| ------------------- | -------------------- | ------------------------- | ------------------- | ------------------- |
|                     | Fabian Cancellara    | Vlag van Zwitserland      | Team Saxo Bank      | 5' 20"              |
| 2                   | Tom Boonen           | Vlag van België           | Quick Step          | + 09"               |
| 3                   | Tyler Farrar         | Vlag van Verenigde Staten | Garmin-Slipstream   | + 12"               |
| 4                   | Jens Mouris          | Vlag van Nederland        | Vacansoleil         | + 14"               |
| 5                   | Daniele Bennati      | Vlag van Italië           | Liquigas            | + 16"               |
| 6                   | Roman Kreuziger      | Vlag van Tsjechië         | Liquigas            | + 17"               |
| 7                   | Aleksandr Vinokoerov | Vlag van Kazachstan       | Astana              | + 18"               |
| 8                   | Ivan Basso           | Vlag van Italië           | Liquigas            | z.t.                |
| 9                   | Alejandro Valverde   | Vlag van Spanje           | Caisse d'Epargne    | z.t.                |
| 10                  | Maciej Bodnar        | Vlag van Polen            | Liquigas            | + 19"               |

## Nevenklassementen
| Puntenklassement | Puntenklassement  | Puntenklassement          | Puntenklassement  | Puntenklassement |
| rang             | renner            | land                      | ploeg             | punten           |
| ---------------- | ----------------- | ------------------------- | ----------------- | ---------------- |
|                  | Fabian Cancellara | Vlag van Zwitserland      | Team Saxo Bank    | 25               |
| 2                | Tom Boonen        | Vlag van België           | Quick Step        | 20               |
| 3                | Tyler Farrar      | Vlag van Verenigde Staten | Garmin-Slipstream | 16               |

| Bergklassement | Bergklassement | Bergklassement | Bergklassement | Bergklassement |
| rang           | renner         | land           | ploeg          | punten         |
| -------------- | -------------- | -------------- | -------------- | -------------- |
|                | -              |                |                |                |
| 2              | -              |                |                |                |
| 3              | -              |                |                |                |

| Combinatieklassement | Combinatieklassement | Combinatieklassement      | Combinatieklassement | Combinatieklassement |
| rang                 | renner               | land                      | ploeg                | punten               |
| -------------------- | -------------------- | ------------------------- | -------------------- | -------------------- |
|                      | Fabian Cancellara    | Vlag van Zwitserland      | Team Saxo Bank       | 2                    |
| 2                    | Tom Boonen           | Vlag van België           | Quick Step           | 4                    |
| 3                    | Tyler Farrar         | Vlag van Verenigde Staten | Garmin-Slipstream    | 8                    |

| Ploegenklassement | Ploegenklassement | Ploegenklassement         | Ploegenklassement | Ploegenklassement |
| rang              | ploeg             | land                      | tijd              |                   |
| ----------------- | ----------------- | ------------------------- | ----------------- | ----------------- |
|                   | Liquigas          | Vlag van Italië           | 0u 16' 51"        |                   |
| 2                 | Team Saxo Bank    | Vlag van Denemarken       | op 3"             |                   |
| 3                 | Garmin-Slipstream | Vlag van Verenigde Staten | op 6"             |                   |

1e etappe ·
2e etappe ·
3e etappe ·
4e etappe ·
5e etappe ·
6e etappe ·
7e etappe ·
8e etappe ·
9e etappe ·
10e etappe ·
11e etappe ·
12e etappe ·
13e etappe ·
14e etappe ·
15e etappe ·
16e etappe ·
17e etappe ·
18e etappe ·
19e etappe ·
20e etappe ·
21e etappe
Startlijst · Eindstanden · Afbeeldingen
 winnaars · rode trui · 
 puntenklassement · 
 bergklassement · 
 combinatieklassement · 
 jongerenklassement · 
 ploegenklassement · 
 strijdlust

 Belgische leiderstruidragers · etappewinnaars

 Nederlandse leiderstruidragers · etappewinnaars
1935 · 1936 · 1937 · 1938 · 1939 · 1940 · 1941 · 1942 · 1943 · 1944 · 1945 · 1946 · 1947 · 1948 · 1949 · 1950 · 1951 · 1952 · 1953 · 1954 · 1955 · 1956 · 1957 · 1958 · 1959 · 1960 · 1961 · 1962 · 1963 · 1964 · 1965 · 1966 · 1967 · 1968 · 1969 · 1970 · 1971 · 1972 · 1973 · 1974 · 1975 · 1976 · 1977 · 1978 · 1979 · 1980 · 1981 · 1982 · 1983 · 1984 · 1985 · 1986 · 1987 · 1988 · 1989 · 1990 · 1991 · 1992 · 1993 · 1994 · 1995 · 1996 · 1997 · 1998 · 1999 · 2000 · 2001 · 2002 · 2003 · 2004 · 2005 · 2006 · 2007 · 2008 · 2009 · 2010 · 2011 · 2012 · 2013 · 2014 · 2015 · 2016 · 2017 · 2018 · 2019 · 2020 · 2021 · 2022 · 2023 · 2024 · 2025